# Gottlieb Biermann (Maler)
Gottlieb Wilhelm Emil Biermann (* 13. Oktober 1824 in Berlin; † 18. Oktober 1908 ebenda) war ein deutscher Porträt-, Genre- und Historienmaler.

## Leben
Biermann, Sohn eines Schneidermeisters, studierte ab 1840 an der Königlich Preußischen Akademie der Künste in Berlin und besuchte das Atelier von Wilhelm Wach. Ab 1846 nahm er regelmäßig an den Berliner Akademie-Ausstellungen teil, 1872 erhielt er eine kleine goldene Medaille, 1850 den Großen Staatspreis der Berliner Kunstakademie. Er war 1851/52 als Schüler Léon Cogniets in Paris und anschließend 1852/53 in Rom. Biermann kehrte 1854 nach Berlin zurück, wo er 1877 zum Mitglied der Berliner Kunstakademie erwählt wurde. 1878 erfolgte seine Ernennung zum Akademieprofessor, 1881 schied er aus dem Hochschuldienst aus.
Gottlieb Biermann starb 1908 im Alter von 84 Jahren in Berlin und wurde auf dem Alten St.-Matthäus-Kirchhof in Schöneberg beigesetzt. Das Grab ist nicht erhalten geblieben.
Biermann war seit 1862 mit Anna Louise Copal (* 1837) verheiratet. Ein Sohn war der Jurist Johannes Biermann.

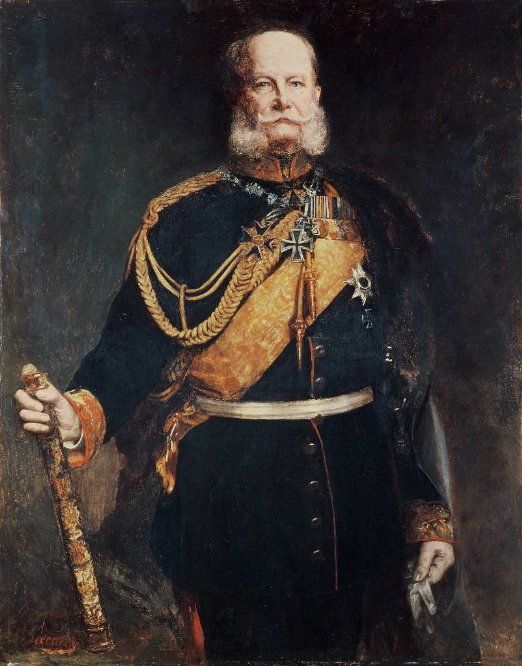
Kaiser Wilhelm I
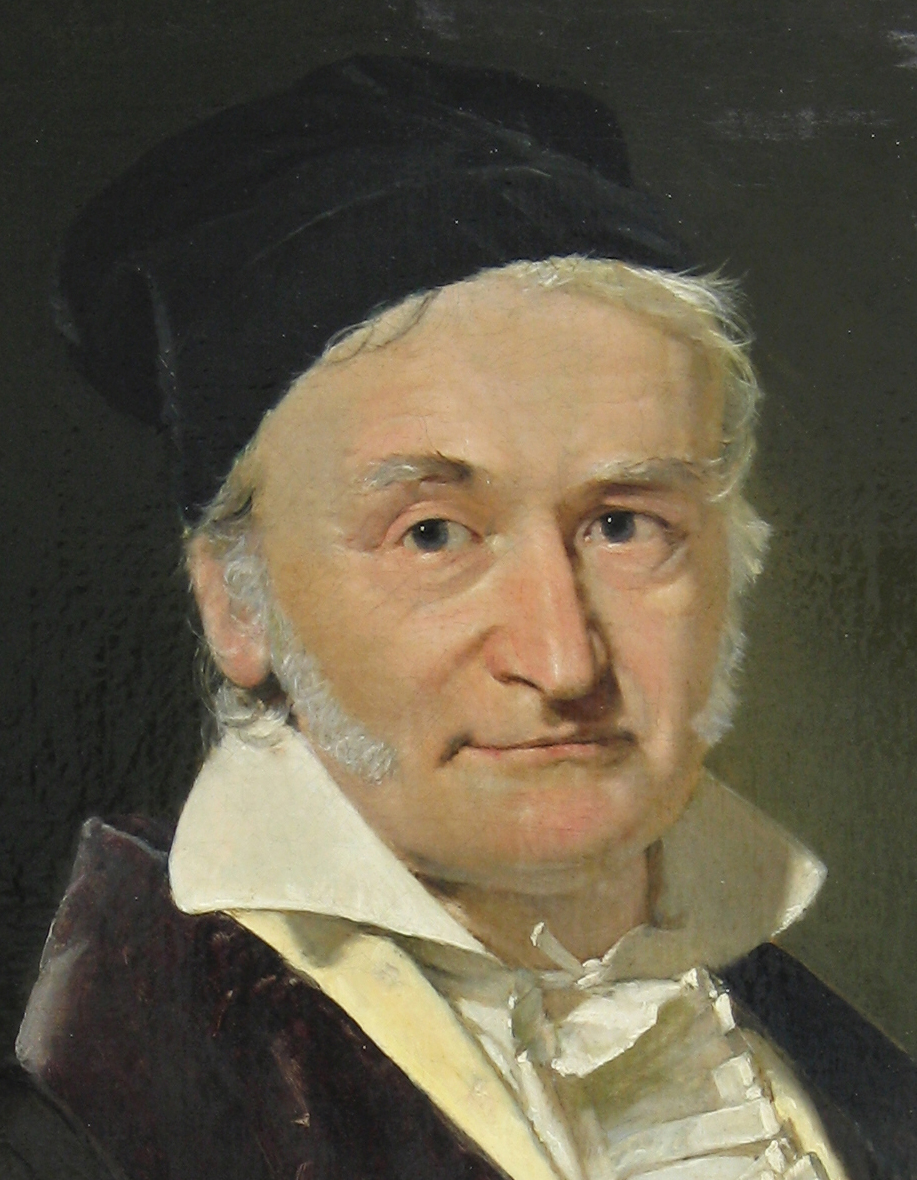
Carl Friedrich Gauss
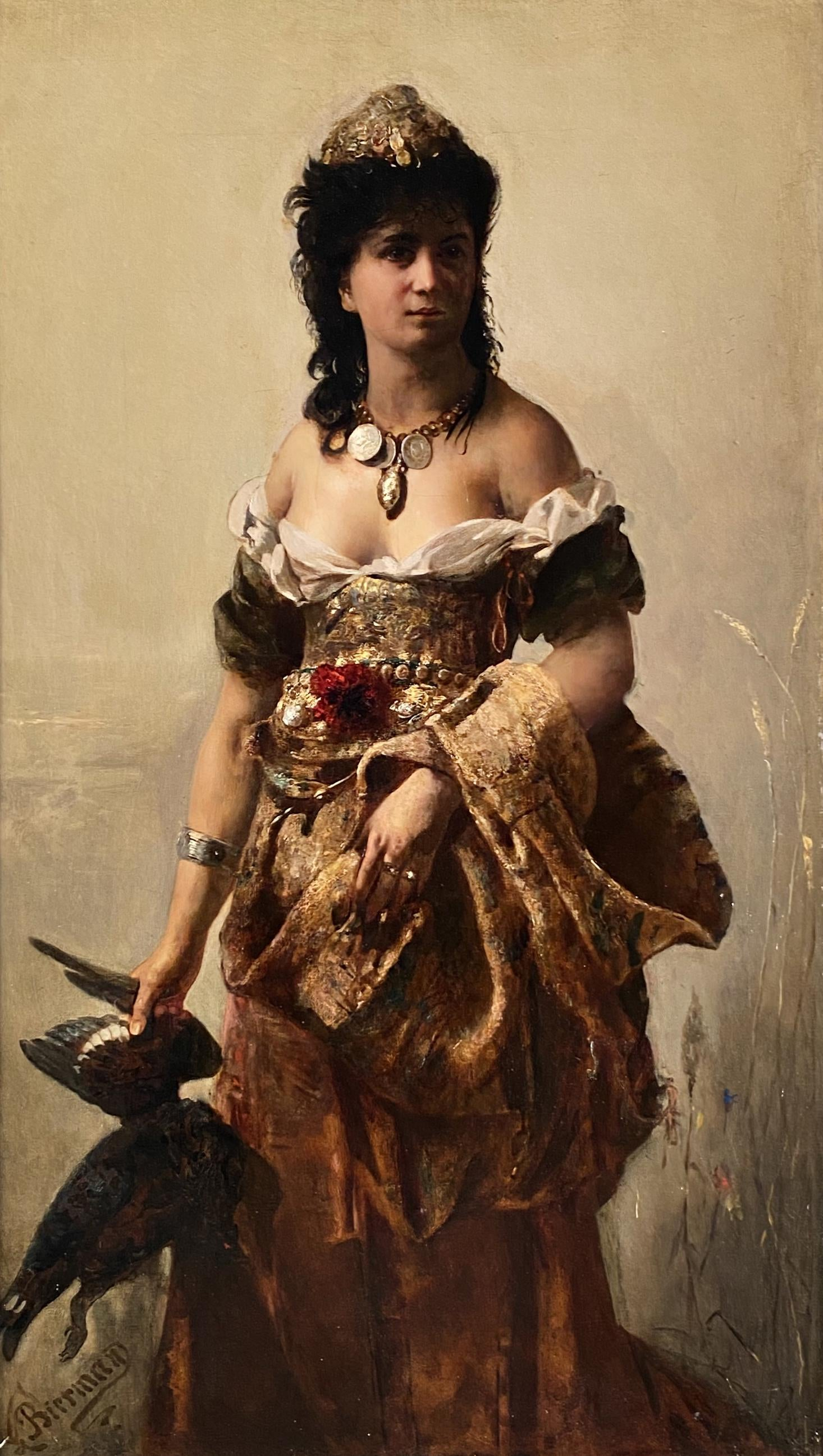
Amazone
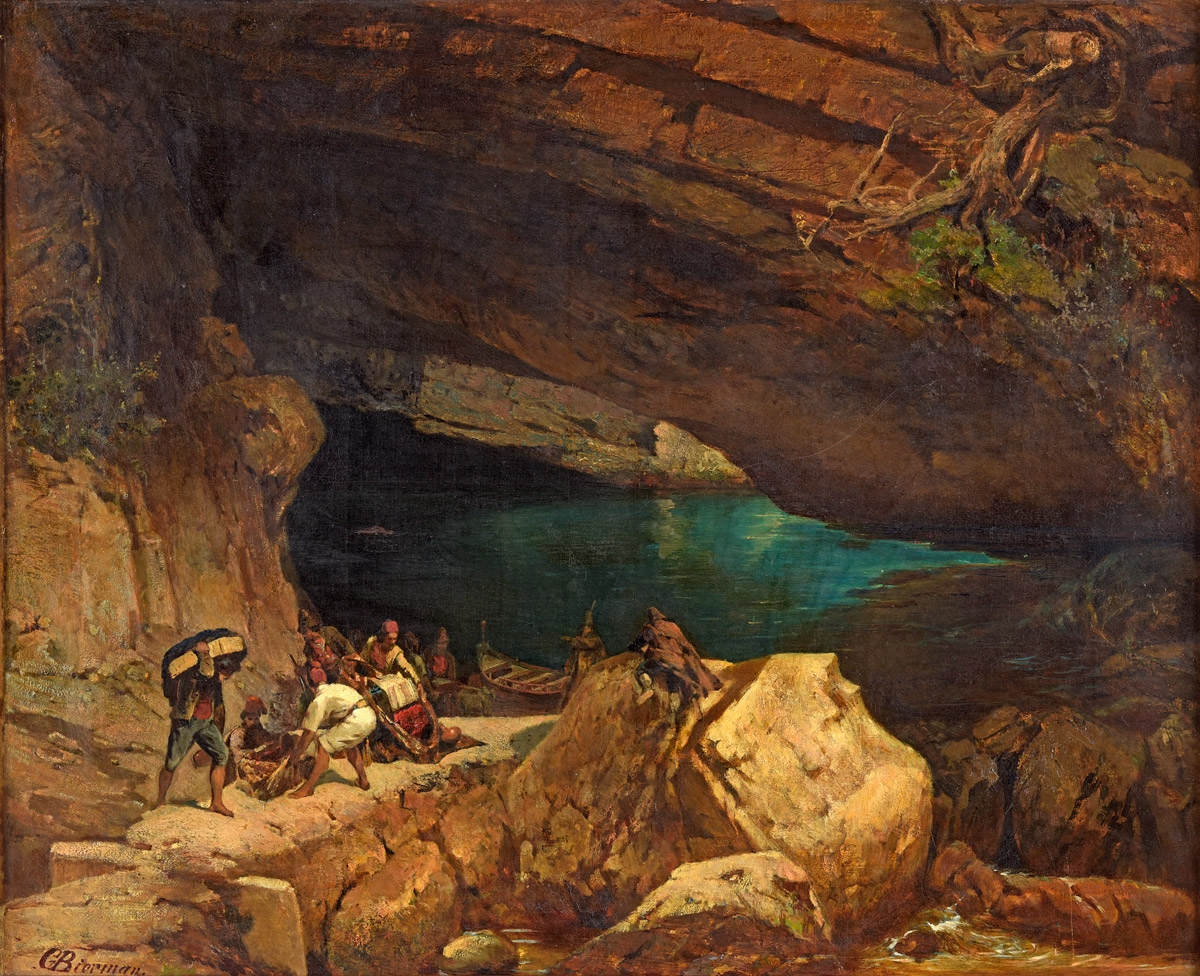
Grotte mit Schmugglern
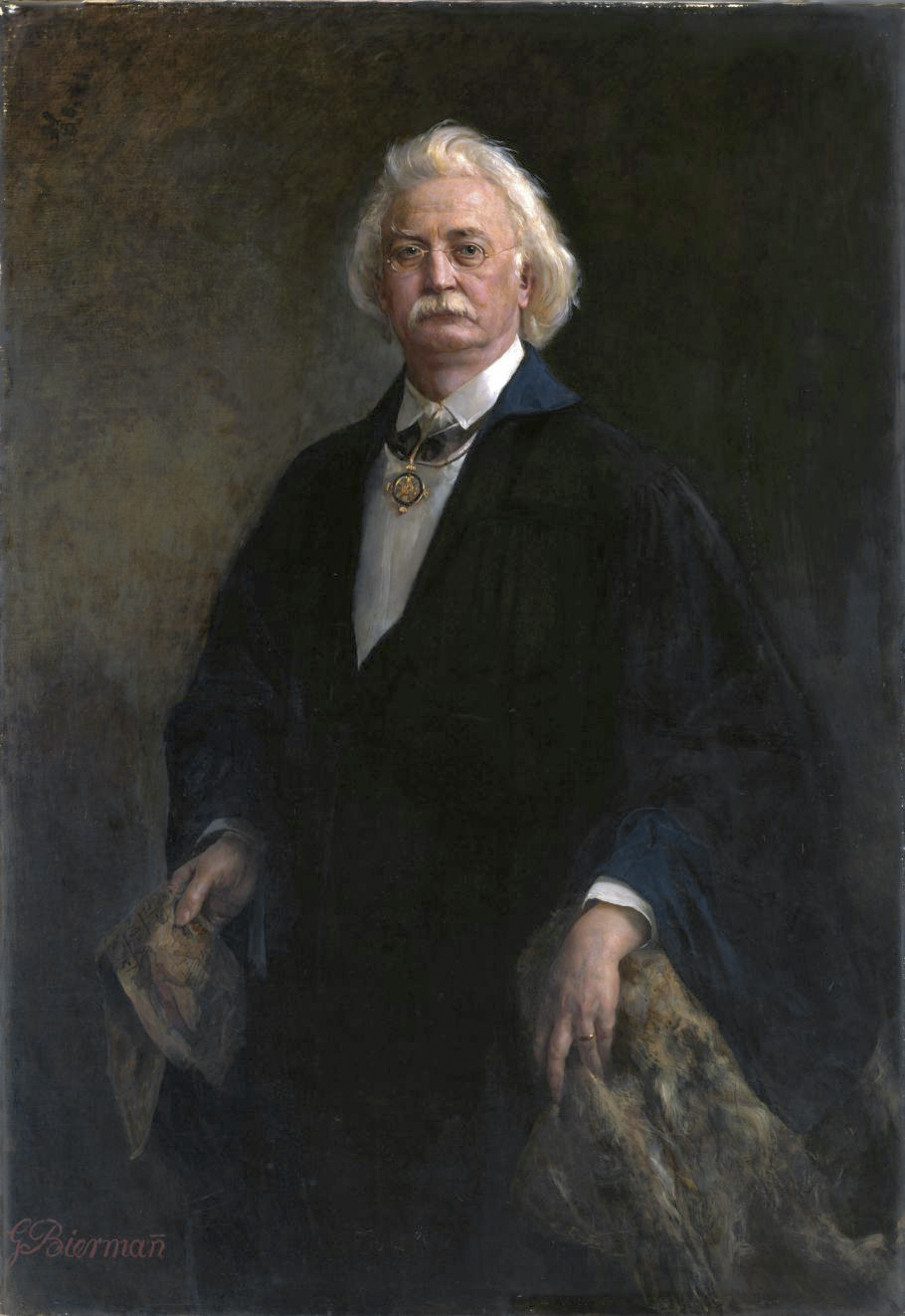
Richard Lepsius